# Мінгалі
Мінгалі́ (рос. Мингали) — село у складі Шадрінського району Курганської області, Росія. Адміністративний центр та єдиний населений пункт Мінгалівської сільської ради.
Населення — 188 осіб (2017, 240 у 2010, 382 у 2002).
Національний склад станом на 2002 рік: росіяни — 96 %.